# Phrynopus tautzorum
Phrynopus tautzorum är en groddjursart som beskrevs av Lehr och Aguilar 2003. Phrynopus tautzorum ingår i släktet Phrynopus och familjen Strabomantidae. IUCN kategoriserar arten globalt som akut hotad. Inga underarter finns listade i Catalogue of Life.